# Kirchentellinsfurt
Kirchentellinsfurt település Németországban, azon belül Baden-Württembergben. Lakosainak száma 5732 fő (2023. december 31.).

## Népesség
A település népessége az elmúlt években az alábbi módon változott:
| Lakosok száma | 4342 | 5599 | 5611 | 5653 | 5689 | 5732 |
|               | 1975 | 2017 | 2019 | 2021 | 2022 | 2023 |